# Cuverville-sur-Yères
Pour les articles homonymes, voir Cuverville et Yères (homonymie).
Cuverville-sur-Yères est une commune française située dans le département de la Seine-Maritime en région Normandie.

## Géographie

### Communes limitrophes
Les communes limitrophes sont  Avesnes-en-Val, Bailly-en-Rivière, Baromesnil, Le Mesnil-Réaume, Saint-Martin-le-Gaillard et Sept-Meules.

### Hydrographie
La commune est située dans le bassin Seine-Normandie. Elle est drainée par l'Yères et divers de ses bras, le cours d'eau 01 de la commune de Cuverville-sur-Yères, le cours d'eau 01 du Val Robin et un autre petit cours d'eau,.
L'Yères, d'une longueur de 40 km, prend sa source dans la commune de Aubermesnil-aux-Érables et se jette  dans la Manche à Criel-sur-Mer, après avoir traversé 14 communes. 

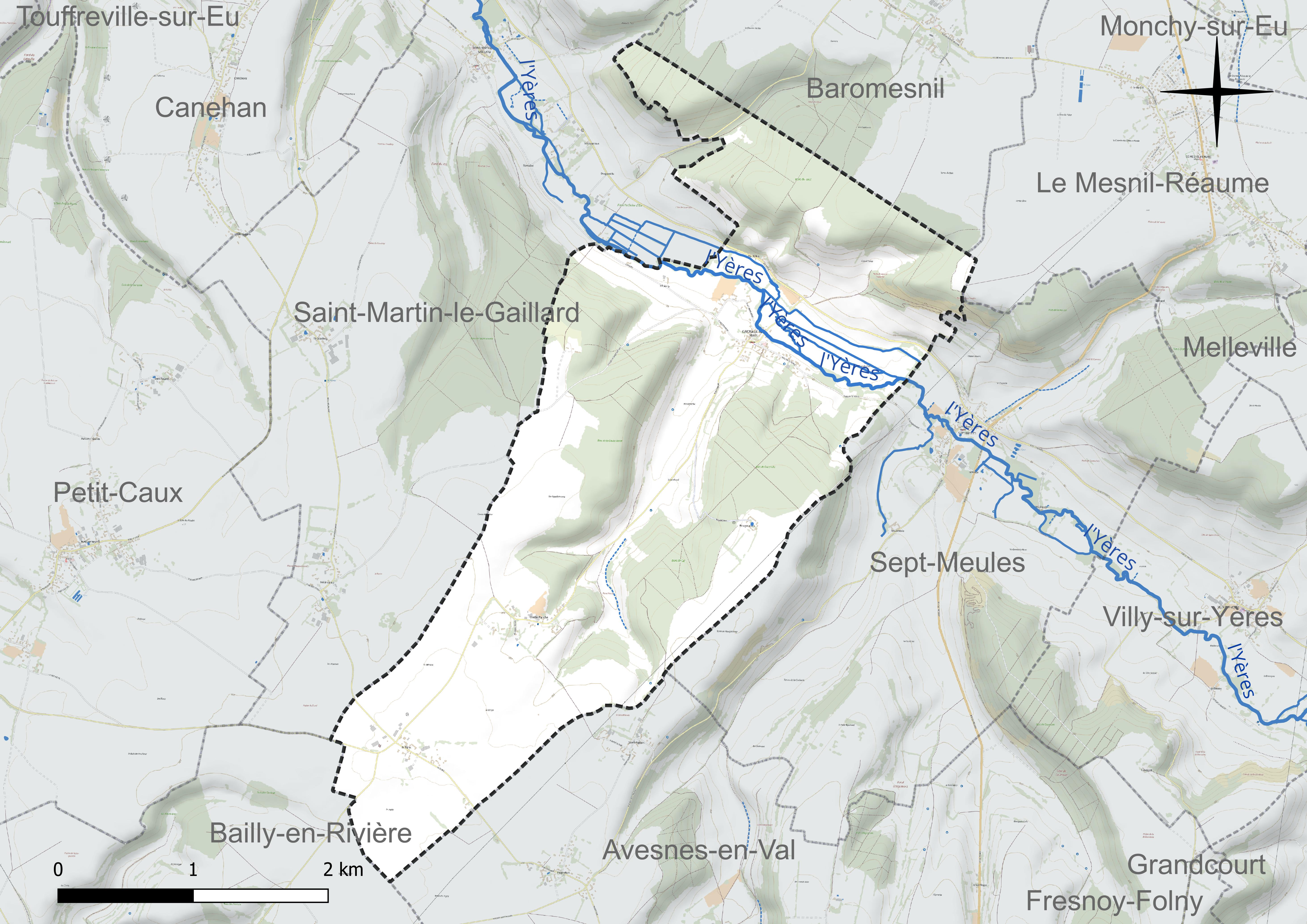
Réseau hydrographique de Cuverville-sur-Yères.

### Climat
Pour des articles plus généraux, voir Climat de la Normandie et Climat de la Seine-Maritime.
En 2010, le climat de la commune est de type climat océanique franc, selon une étude du CNRS s'appuyant sur une série de données couvrant la période 1971-2000. En 2020, Météo-France publie une typologie des climats de la France métropolitaine dans laquelle la commune est exposée à un climat océanique et est dans la région climatique Côtes de la Manche orientale, caractérisée par un faible ensoleillement (1 550 h/an) ; forte humidité de l’air (plus de 20 h/jour avec humidité relative > 80 % en hiver), vents forts fréquents. Parallèlement le GIEC normand, un groupe régional d’experts sur le climat, différencie quant à lui, dans une étude de 2020, trois grands types de climats pour la région Normandie, nuancés à une échelle plus fine par les facteurs géographiques locaux. La commune est, selon ce zonage, exposée à un « climat maritime », correspondant au Pays de Caux, frais, humide et pluvieux, légèrement plus frais que dans le Cotentin.
Pour la période 1971-2000, la température annuelle moyenne est de 10,6 °C, avec une amplitude thermique annuelle de 13 °C. Le cumul annuel moyen de précipitations est de 875 mm, avec 12,9 jours de précipitations en janvier et 8,5 jours en juillet. Pour la période 1991-2020, la température moyenne annuelle observée sur la station météorologique la plus proche, située sur la commune de Dieppe à 23 km à vol d'oiseau, est de 11,3 °C et le cumul annuel moyen de précipitations est de 805,2 mm,. Pour l'avenir, les paramètres climatiques de la commune estimés pour 2050 selon différents scénarios d’émission de gaz à effet de serre sont consultables sur un site dédié publié par Météo-France en novembre 2022.

### Milieux naturels et biodiversité
La commune de Cuverville est particulièrement boisée : plus de la moitié de son territoire est couverte de bois et forêts.

## Urbanisme

### Typologie
Au 1er janvier 2024, Cuverville-sur-Yères est catégorisée commune rurale à habitat dispersé, selon la nouvelle grille communale de densité à sept niveaux définie par l'Insee en 2022.
Elle est située hors unité urbaine. Par ailleurs la commune fait partie de l'aire d'attraction d'Eu, dont elle est une commune de la couronne,. Cette aire, qui regroupe 26 communes, est catégorisée dans les aires de moins de 50 000 habitants,.

### Occupation des sols

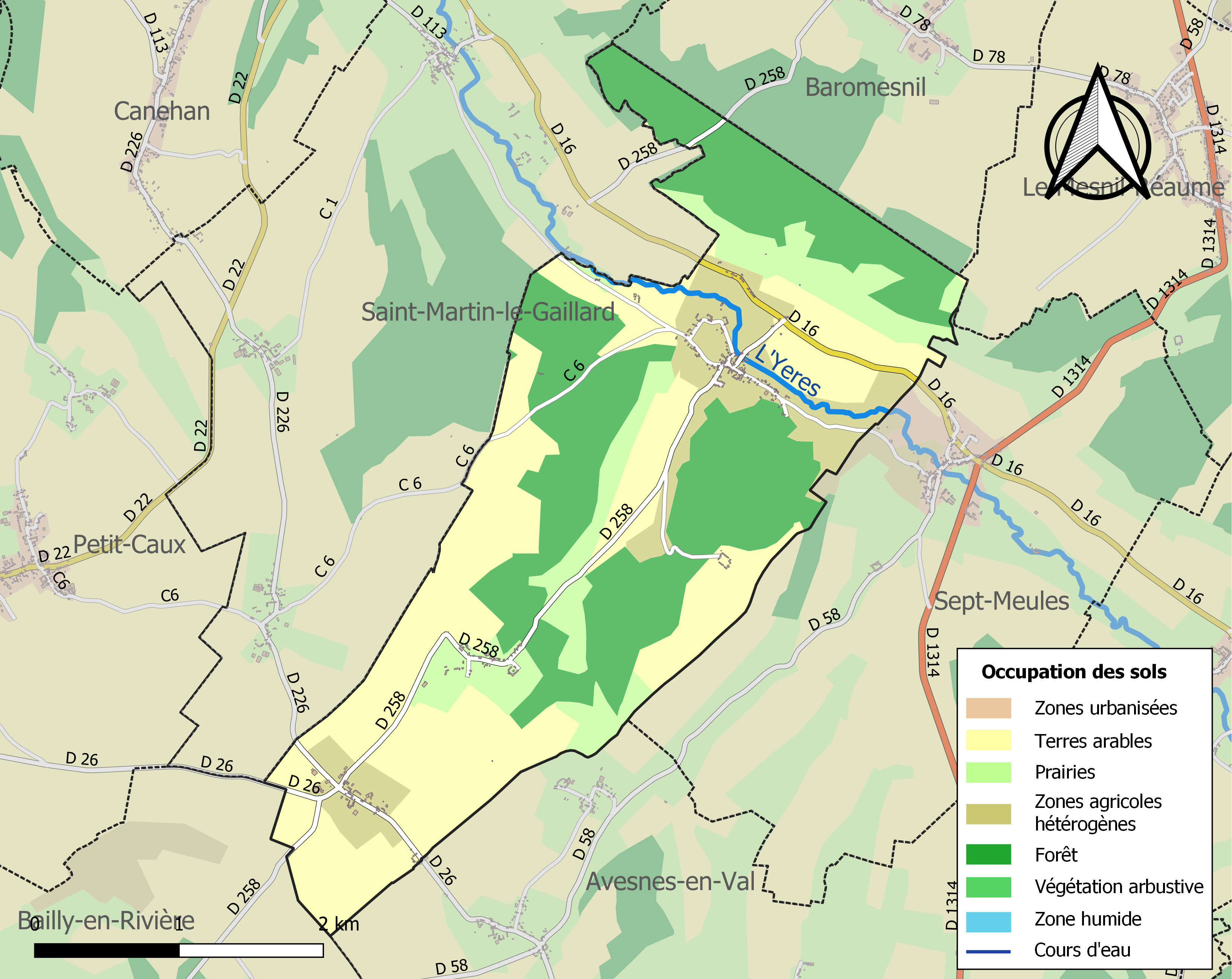
Carte des infrastructures et de l'occupation des sols de la commune en 2018 (CLC).

L'occupation des sols de la commune, telle qu'elle ressort de la base de données européenne d’occupation biophysique des sols Corine Land Cover (CLC), est marquée par l'importance des territoires agricoles (63,6 % en 2018), une proportion identique à celle de 1990 (63,6 %). La répartition détaillée en 2018 est la suivante : 
terres arables (38,6 %), forêts (36,4 %), prairies (12,7 %), zones agricoles hétérogènes (12,4 %). L'évolution de l’occupation des sols de la commune et de ses infrastructures peut être observée sur les différentes représentations cartographiques du territoire : la carte de Cassini (XVIIIe siècle), la carte d'état-major (1820-1866) et les cartes ou photos aériennes de l'IGN pour la période actuelle (1950 à aujourd'hui).

### Habitat et logement
En 2018, le nombre total de logements dans la commune était de 112, alors qu'il était de 111 en 2013 et de 109 en 2008.
Parmi ces logements, 74,4 % étaient des résidences principales, 14,6 % des résidences secondaires et 11 % des logements vacants. Ces logements étaient pour 99,1 % d'entre eux des maisons individuelles et pour 0 % des appartements.
Le tableau ci-dessous présente la typologie des logements à Cuverville-sur-Yères en 2018 en comparaison avec celle de la Seine-Maritime et de la France entière. Une caractéristique marquante du parc de logements est ainsi une proportion de résidences secondaires et logements occasionnels (14,6 %) supérieure à celle du département (3,9 %) et à celle de la France entière (9,7 %). Concernant le statut d'occupation de ces logements, 78,3 % des habitants de la commune sont propriétaires de leur logement (80,5 % en 2013), contre 53 % pour la Seine-Maritime et 57,5 % pour la France entière.
| Typologie                                               | Cuverville-sur-Yères | Seine-Maritime | France entière |
| ------------------------------------------------------- | -------------------- | -------------- | -------------- |
| Résidences principales (en %)                           | 74,4                 | 88             | 82,1           |
| Résidences secondaires et logements occasionnels (en %) | 14,6                 | 3,9            | 9,7            |
| Logements vacants (en %)                                | 11                   | 8,1            | 8,2            |

## Toponymie
Le nom de la localité est attesté sous les formes Culverti villam vers 1034, Culver villa et Culvervilla vers 1059,.
Étymologie : voir Cuverville (Calvados).
L'Yères est un fleuve côtier de Seine-Maritime, situé dans le Petit Caux, et qui se jette dans la Manche.

## Histoire
Fief des seigneurs de Pardieu d'Avresmenil, château fortifié en ruine à Gratte Panche et porte ogivale du XIIe siècle.

## Politique et administration

### Rattachements administratifs et électoraux

#### Rattachements administratifs
La commune se trouve dans l'arrondissement de Dieppe du département de la Seine-Maritime.
Elle faisait partie depuis 1801 du canton d'Eu. Dans le cadre du redécoupage cantonal de 2014 en France, cette circonscription administrative territoriale a disparu, et le canton n'est plus qu'une circonscription électorale.

#### Rattachements électoraux
Pour les élections départementales, la commune fait partie depuis 2014 d'un nouveau canton d'Eu porté de 22 à 40 communes.
Pour l'élection des députés, elle fait partie de la sixième circonscription de la Seine-Maritime.

### Intercommunalité
Cuverville-sur-Yères était membre de la communauté de communes d'Yères et Plateaux, un établissement public de coopération intercommunale (EPCI) à fiscalité propre créé en 2003 et auquel la commune avait transféré un certain nombre de ses compétences, dans les conditions déterminées par le code général des collectivités territoriales.
Dans le cadre des dispositions de la loi portant nouvelle organisation territoriale de la République du 7 août 2015, qui prévoit que les établissements publics de coopération intercommunale (EPCI) à fiscalité propre doivent avoir un minimum de 15 000 habitants, cette intercommunalité est dissoute et certaines de ses communes, dont Cuverville-sur-Yères, rejoignent  le 1er janvier 2017, la communauté de communes Falaises du Talou, dont est désormais membre la commune.

### Liste des maires
| Période                                  | Période                        | Identité                  | Étiquette | Qualité                                                     |
| ---------------------------------------- | ------------------------------ | ------------------------- | --------- | ----------------------------------------------------------- |
| Les données manquantes sont à compléter. |                                |                           |           |                                                             |
|                                          |                                |                           |           |                                                             |
| 1848                                     | 1848                           | Joseph Lambert de Lamotte |           |                                                             |
| 1884                                     | 1888                           | Joseph Augustin Delamotte |           |                                                             |
| 1894                                     | 1919                           | Pierre Petit              |           |                                                             |
| décembre 1919                            |                                | Alfred Boinet             |           |                                                             |
|                                          |                                |                           |           |                                                             |
| avant 1981                               |                                | Marius Boinet             | DVD       |                                                             |
|                                          |                                |                           |           |                                                             |
| mars 2001                                | mars 2008                      | Jacques Langlois          |           |                                                             |
| mars 2008                                | 2014                           | Sylvain Atrous            |           |                                                             |
| 2014                                     | juin 2023                      | Denis Maret,              |           | Chef d'atelier retraité chez Alpine Dieppe Mort en fonction |
| septembre 2023                           | En cours (au 30 novembre 2023) | Jean-Frédéric Dequidt     |           | Agriculteur installé en polyculture élevage                 |

## Équipements et services publics

### Enseignement
Les enfants de la commune, scolarisés jusqu'en 2023 dans le cadre du regroupement pédagogique intercommunal (RPI) de la Vallée de l’Yères qui comprenait également Villy-sur-Yères et Sept-Meules, rejoignent, à la rentrée 2023/2024, ceux du RPI du plateau d’Eu, formé des communes de  Monchy-sur-Eu, Baromesnil et du Mesnil-Réaume. Le regroupement des deux RPI permet d'accueillir entre 160 et 170 élèves. L'école locale est alors fermée.
Ce regroupement couvre les communes de Monchy-sur-Eu, Baromesnil, Villy-sur-Yères, Sept-Meules, Cuverville-sur-Yères et Le Mesnil-Réaume. Il concerne 160 élèves pour l'année scolaire 2023-2024.

## Population et société

### Démographie
L'évolution du nombre d'habitants est connue à travers les recensements de la population effectués dans la commune depuis 1793. Pour les communes de moins de 10 000 habitants, une enquête de recensement portant sur toute la population est réalisée tous les cinq ans, les populations de référence des années intermédiaires étant quant à elles estimées par interpolation ou extrapolation. Pour la commune, le premier recensement exhaustif entrant dans le cadre du nouveau dispositif a été réalisé en 2005.

En 2022, la commune comptait 193 habitants, en évolution de −2,03 % par rapport à 2016 (Seine-Maritime : +0,35 %, France hors Mayotte : +2,11 %).
| 1793 | 1800 | 1806 | 1821 | 1831 | 1836 | 1841 | 1846 | 1851 |
| ---- | ---- | ---- | ---- | ---- | ---- | ---- | ---- | ---- |
| 364  | 366  | 336  | 364  | 331  | 373  | 375  | 378  | 364  |

| 1856 | 1861 | 1866 | 1872 | 1876 | 1881 | 1886 | 1891 | 1896 |
| ---- | ---- | ---- | ---- | ---- | ---- | ---- | ---- | ---- |
| 370  | 405  | 420  | 392  | 377  | 363  | 359  | 347  | 347  |

| 1901 | 1906 | 1911 | 1921 | 1926 | 1931 | 1936 | 1946 | 1954 |
| ---- | ---- | ---- | ---- | ---- | ---- | ---- | ---- | ---- |
| 330  | 338  | 344  | 300  | 304  | 287  | 271  | 271  | 300  |

| 1962 | 1968 | 1975 | 1982 | 1990 | 1999 | 2005 | 2006 | 2010 |
| ---- | ---- | ---- | ---- | ---- | ---- | ---- | ---- | ---- |
| 276  | 237  | 185  | 176  | 178  | 176  | 215  | 221  | 216  |

| 2015 | 2020 | 2022 | - | - | - | - | - | - |
| ---- | ---- | ---- | - | - | - | - | - | - |
| 201  | 196  | 193  | - | - | - | - | - | - |

## Culture locale et patrimoine

### Lieux et monuments
- L'église Notre-Dame
- Château de la Baronnie
- Croix sur la place du village
- Monument aux morts

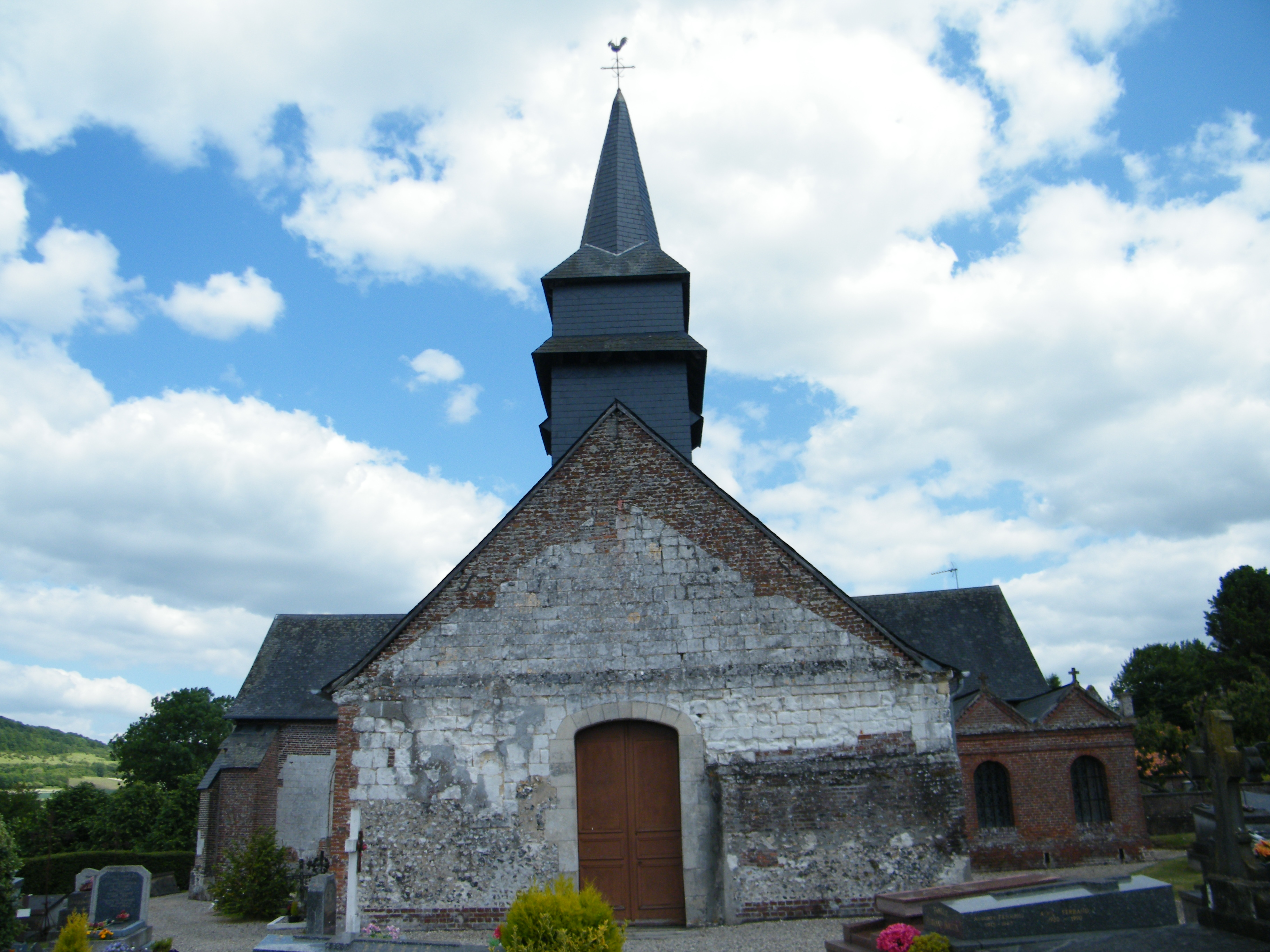
L'église.
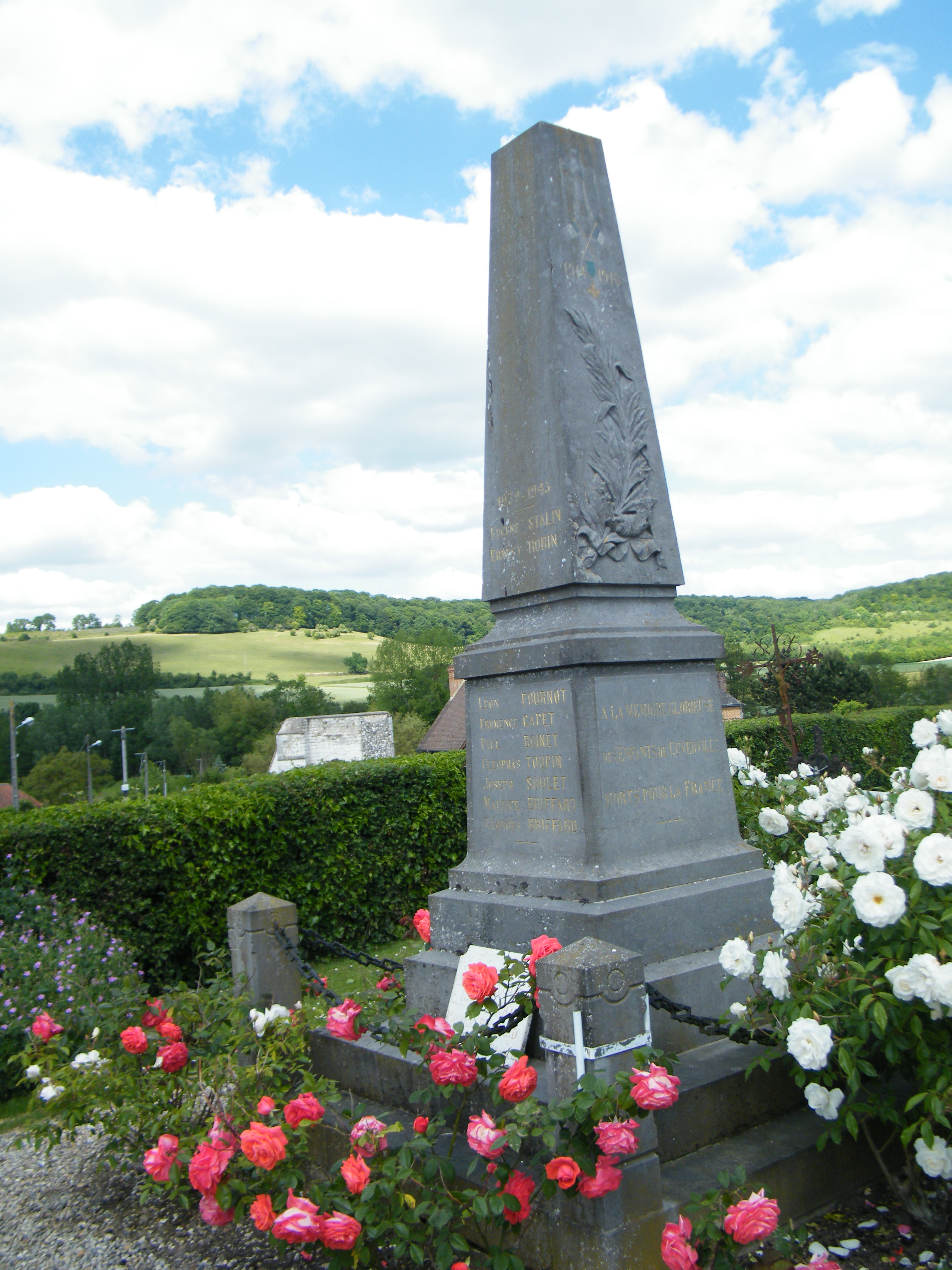
Le monument aux morts.
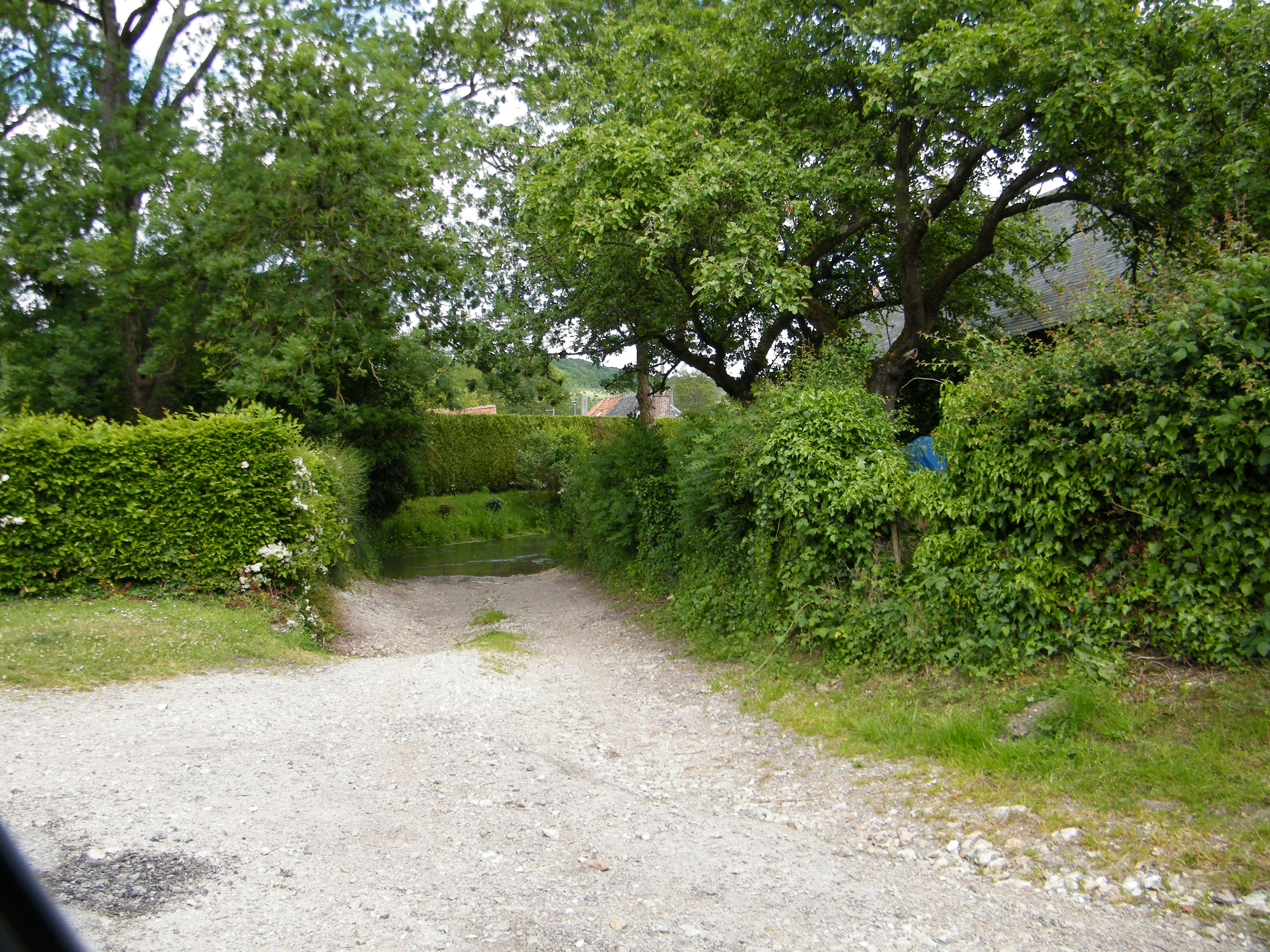
L'abreuvoir sur l'Yères.
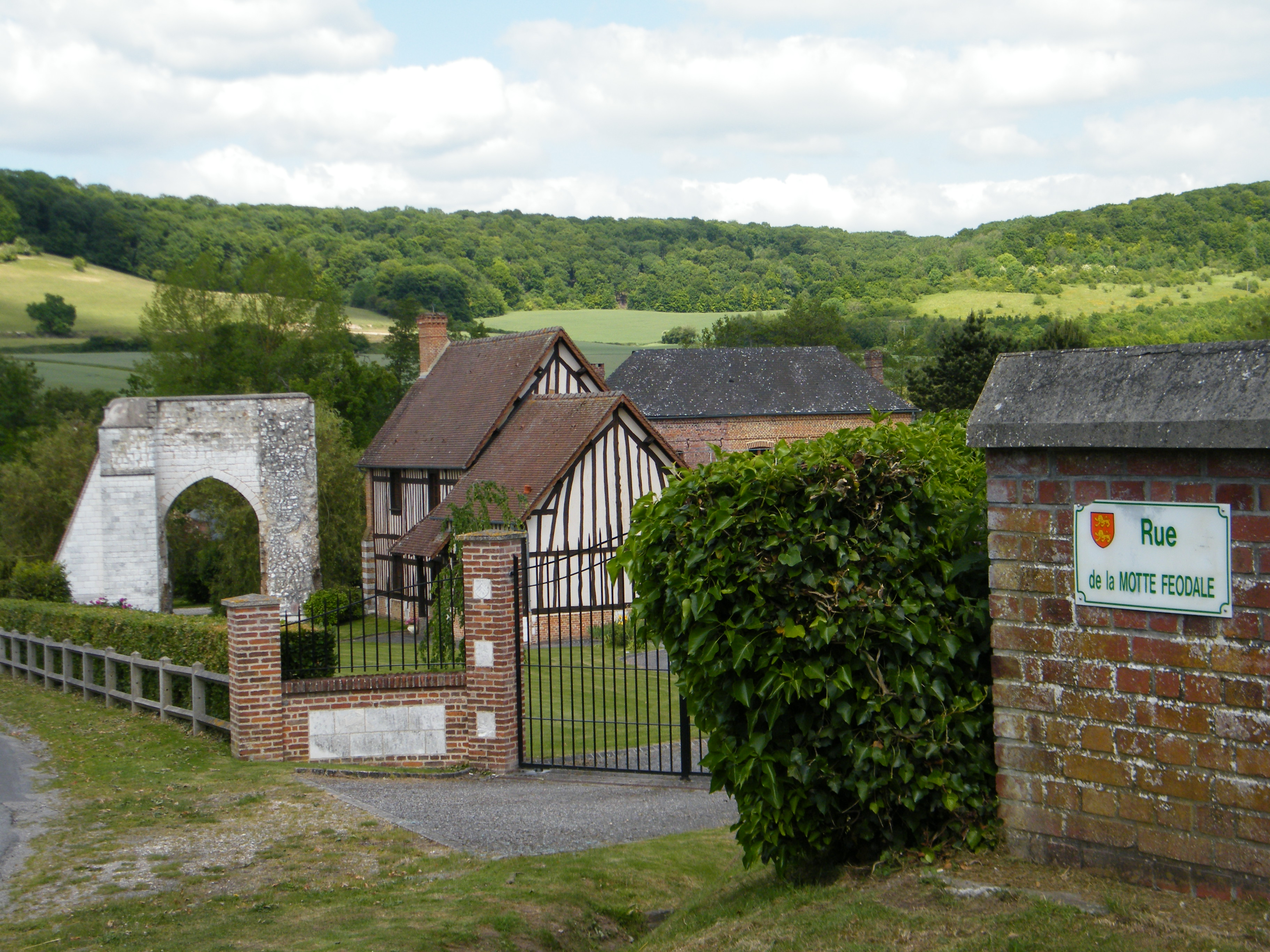
Vestiges, rue de la Motte-Féodale.
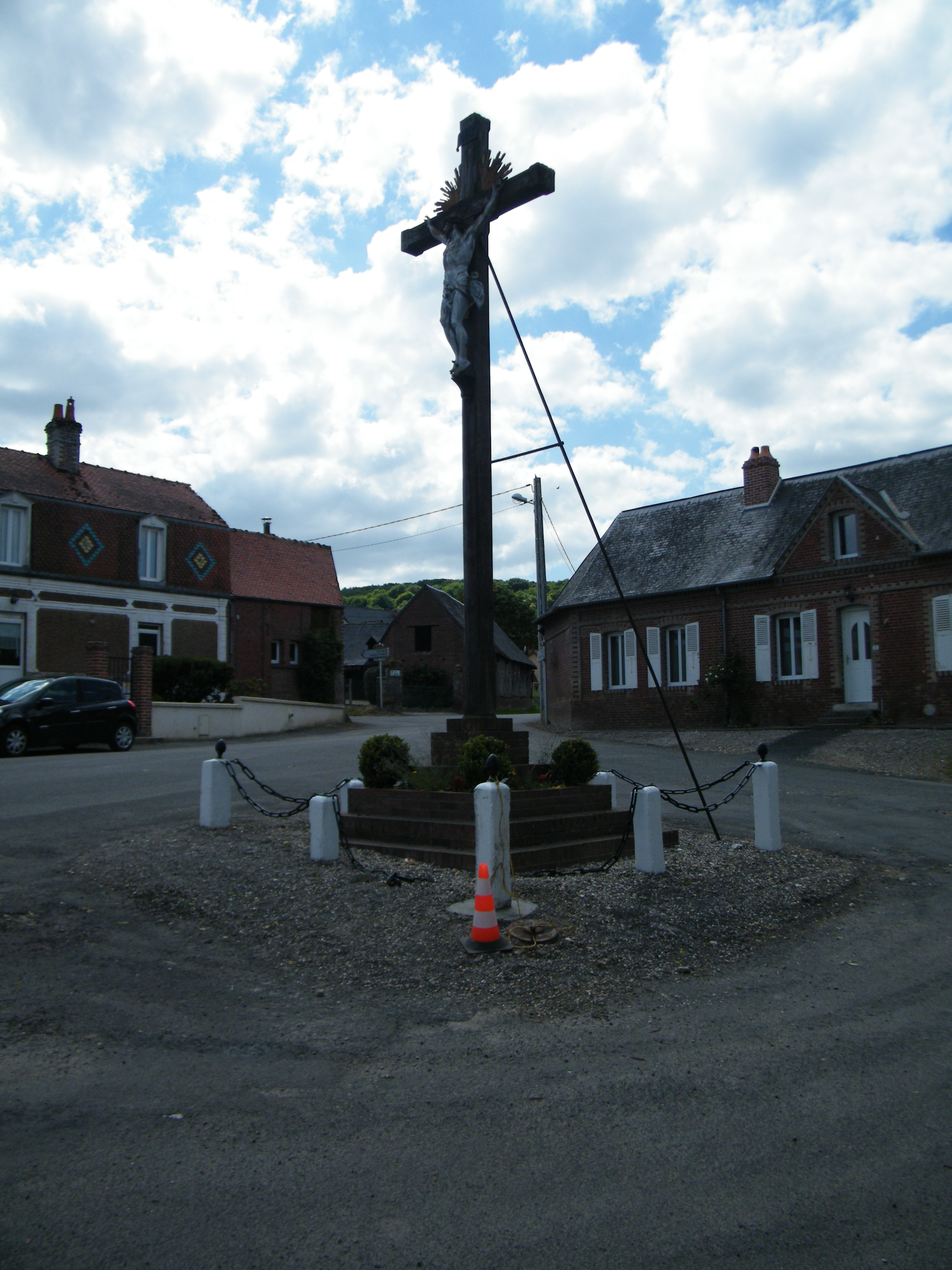
Calvaire sur la place.

## Pour approfondir